# Jimmy Butler
Jimmy Butler có tên đầy đủ là Jimmy Butler III (sinh ngày 14 tháng 9 năm 1989) là một cầu thủ bóng rổ chuyên nghiệp người Mỹ đang chơi cho câu lạc bộ Golden State Warriors ở Giải bóng rổ nhà nghề Mỹ (NBA). Anh từng có một năm chơi bóng rổ ở trường đại học Tyler Junior, sau đó anh chuyển sang chơi cho Đại học Marquette. Anh được Chicago Bulls lựa chọn ở vị trí thứ 30 trong kỳ NBA Draft 2011. Jimmy Butler từng 6 lần tham dự NBA All-Stars, 5 lần góp mặt trong đội hình phòng thủ tiêu biểu số 2 NBA, 1 lần góp mặt trong đội hình tiêu biểu số 2 NBA, 4 lần góp mặt trong đội hình tiêu biểu số 3 NBA. Năm 2015, Butler được vinh danh là Cầu thủ tiến bộ nhất NBA. Năm 2021, anh được vinh danh là cầu thủ cướp bóng tốt nhất NBA.

## Tuổi thơ
Butler sinh ngày 14/9/1989 tại Houston, Mỹ. Butler không được thấy mặt bố từ lúc chào đời. Butler bị người mẹ đuổi khỏi nhà năm 13 tuổi vì khuôn mặt xấu xí. Butler trở thành cậu bé vô gia cư, phải ở nhờ nhà của bạn học suốt 6 năm. Khi Butler lên 18, anh gặp cầu thủ bóng chày Jordan Leslie. Đó là bước ngoặt cứu rỗi cuộc đời Butler.
Trong trận đấu tập bóng rổ, Butler đã thắng Leslie trong cuộc thi ném ba điểm. Sau đó, Leslie quyết định đưa Butler về nhà khi nghe tâm sự của chàng trai. Bà Michelle, mẹ của Leslie, chào đón Butler. Bà hỗ trợ, động viên để Butler tiếp tục học tập và duy trì đam mê bóng rổ.

## Thời đại học
Jimmy Butler bắt đầu được chú ý tại trường đại học Tyler Junior, trong mùa giải sinh viên đầu tiên của mình anh ghi trung bình 18,1 điểm, 7,7 rebounds và 3,1 kiến tạo mỗi trận, anh đã thu hút sự quan tâm từ các đối bóng thuộc hệ thống NCAA Division I. Được chuyên trang 247Sports.com đánh giá 2 sao và xếp hạng 127 trong danh sách tài năng triển vọng năm 2008. Butler nhận học bổng thể thao tại trường Marquette, trong mùa giải sinh viên thứ 2 năm 2008-09, anh ghi trung bình 5,6 điểm và 3,9 rebounds mỗi trận cùng tỷ lệ ném phạt 76,8%. Được đôn lên vị trí chính thức trong mùa giải thứ 3 năm 2009-10 để ghi trung bình 14,7 điểm và 6,4 rebounds, và anh ấy đã giành được danh hiệu "Cầu thủ danh dự Phía Đông". Mùa giải này, Butler có 2 trận đấu đáng chú ý với 2 cú ném game-winner khi đối đầu với  UConn và St. John's, để giúp Marquette có hiệu số 11-7 ở Big East và lần thứ năm liên tiếp tranh tài tại NCAA. Trong mùa giải sinh viên cuối cùng năm 2010-11, anh ghi trung bình 15,7 điểm mỗi trận và giành được danh hiệu "Cầu thủ danh dự Phía Đông" lần thứ 2 liên tiếp.

## Sự nghiệp cầu thủ

### Chicago Bulls (2011–2017)

#### 2011–2014: Sự khởi đầu và lọt vào đội hình phòng thủ tiêu biểu NBA

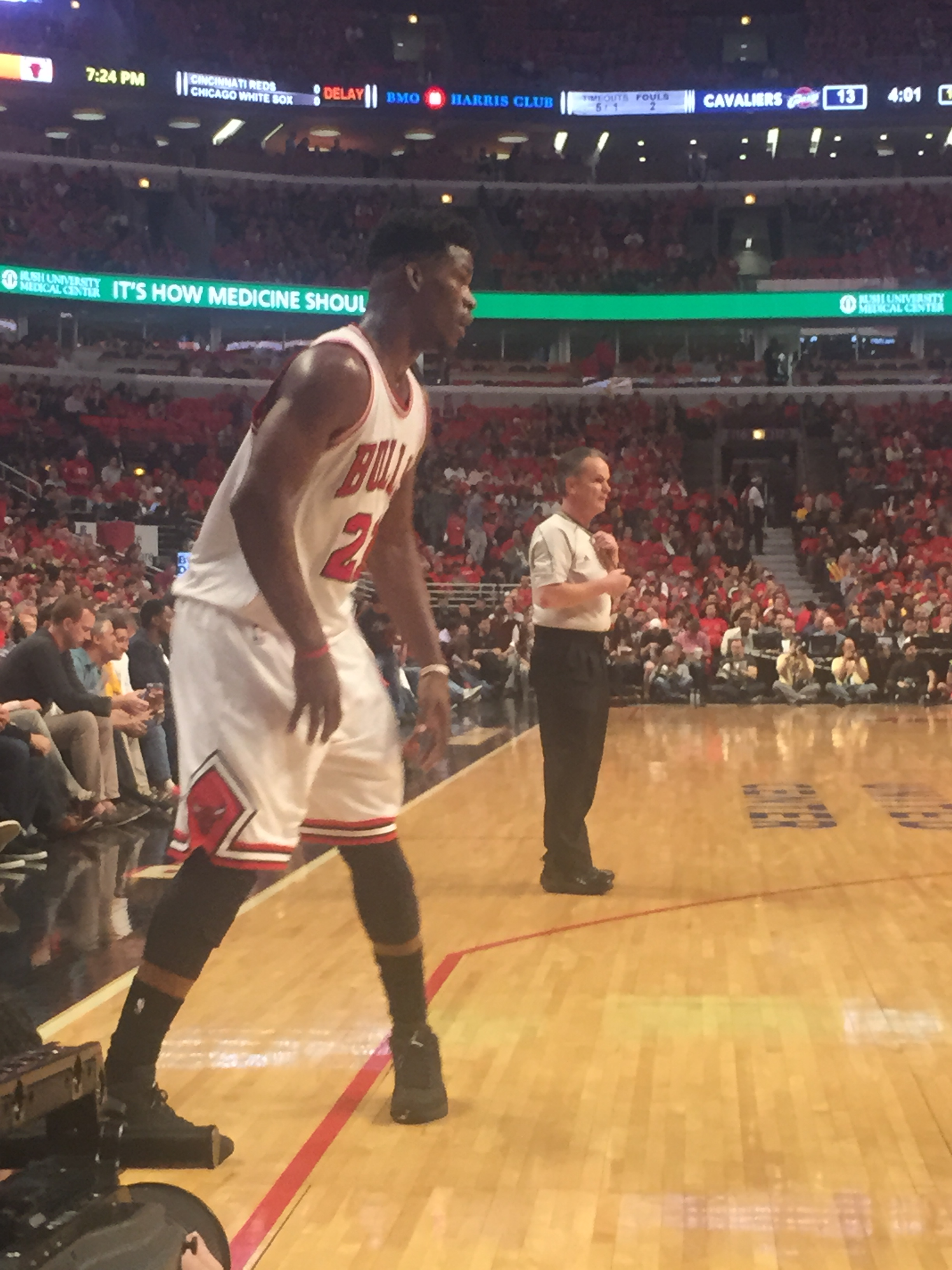
Butler trong loạt trận play-off 2015 với Cleveland Cavaliers

Jimmy Butler được Chicago Bull lựa chọn ở lượt pick thứ 30 trong kỳ NBA Draft 2011. Anh ấy được ra sân 42 trận đấu trong mùa giải tân binh 2011-12 (mùa giải chỉ có 66 trận). Mùa giải tiếp theo, Butler chơi toàn bộ 82 trận cho Chicago Bulls. Mùa giải 2012-13, Butler bị giới hạn thời gian thi đấu trong nửa đầu mùa giải, anh thực sự trở lại ở nửa sau mùa giải và chơi toàn bộ 12 trận Play-offs ở vị trí xuất phát chính. Ngày 19/04/2013, anh lập kỷ lục ghi điểm cá nhân với 28 điểm trong trận thua của Bulls trước Toronto Raptor tỷ số 98-101 ở regular season. Hai ngày sau, Butler có Double-double đầu tiên trong sự nghiệp với 14 điểm và 13 rebounds trong trận đấu với New York Knicks.
Mùa giải 2013-14, Butler bỏ lỡ 15 trận đấu vì chấn thương và chơi 67 trận. Anh là cầu thủ có thời gian thi đấu cao nhất NBA mùa giải này với trung 38,7 phút mỗi trận cũng là mùa giải có thời gian thi đấu cao nhất trong sự nghiệp của Butler. Trận đấu với Memphis Grizzlies ngày 30/12/2013 là trận đấu Butler ghi nhiều điểm nhất trong mùa giải với 28 điểm. Ngày 15/01/2014, anh đi vào lịch sử đội bóng khi trở thành cầu thủ có thời gian thi đấu nhiều nhất trong một trận đấu có 3 hiệp phụ trước Orlando Magic với 60 phút 20 giây cùng 16 điểm, 7 rebounds và 6 kiến tạo. Đây là màu giải đầu tiên Jimmy Butler lọt vào đội hình phòng thủ tiêu biểu số 2 NBA (NBA All-Defensive Second Team).

##### 2014–2016: Cầu thủ tiến bộ nhất mùa giải và lần đầu tham dự NBA All-Stars

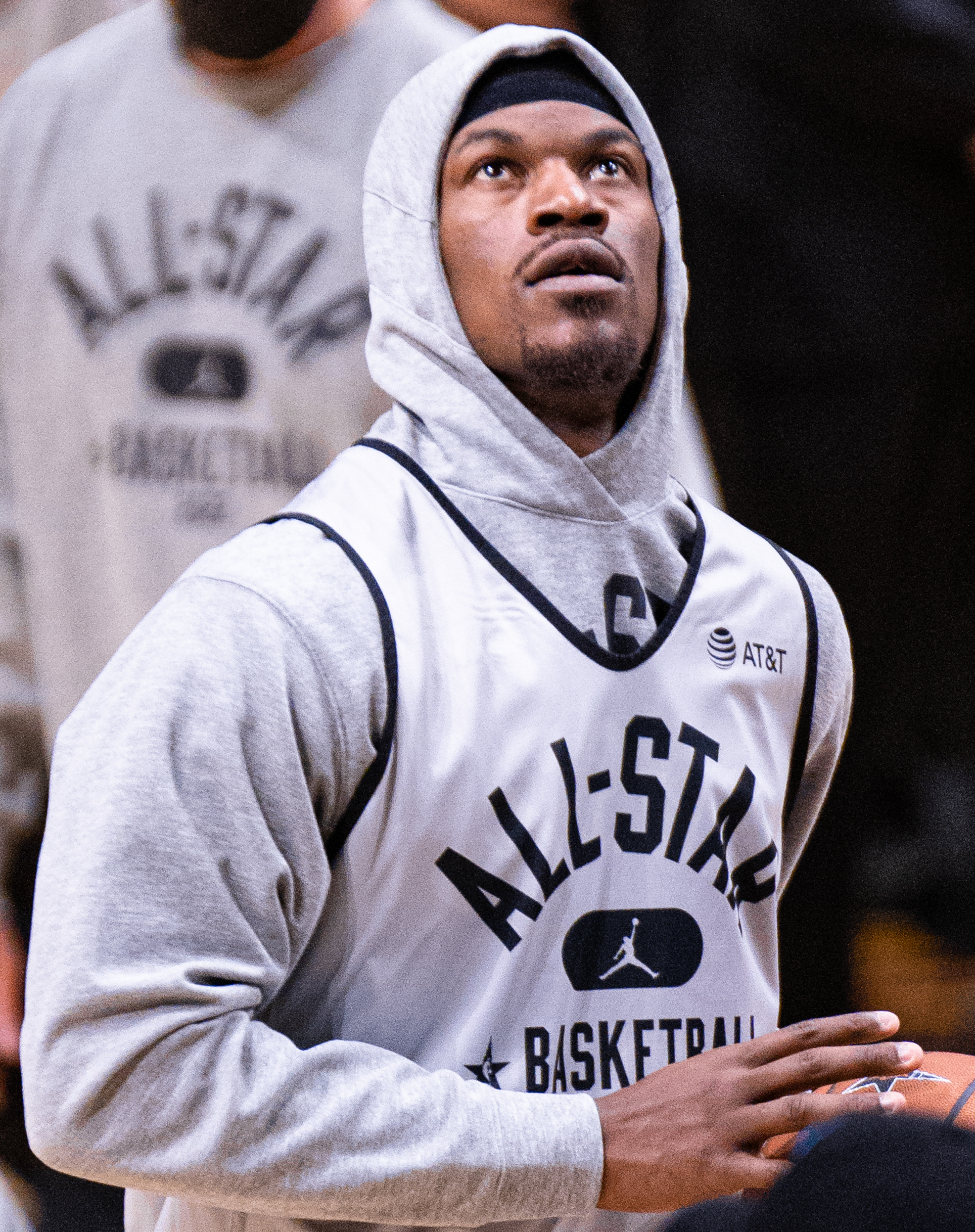
Butler trong kỳ NBA All-Star 2022

Ngày 25/11/2014, Butler phá kỷ lục ghi điểm cá nhân với 32 điểm trong trận thua của Bulls trước Denver Nuggets. Ngày 03/12/2014, Butler được vinh danh là cầu thủ xuất sắc nhất tháng 10 và 11 của Miền Đông. Ngày 18/11/2014, anh tiếp tục phá kỷ lục ghi điểm cá nhân với 35 điểm trong trận thắng 103-97 trước New York Knicks. Ngày 29/01/2015, Jimmy Butler chính thức được điền tên vào đội hình NBA All-Stars Miền Đông 2015, đánh dấu lần đầu tiên anh tham dự sự kiện danh giá này. Ngày 02/03/2015, anh dính chấn thương khuỷu tay trái phải nghỉ thi đấu 3 tuần. Butler trở lại thi dấu vào ngày 23/3 trước Charlotte Hornets, ghi 19 điểm và 9 rebounds giúp Chicago Bulls chiến thắng với tỷ số 98-86.
Ngày 20/04/2015, Butler lập kỷ lục ghi điểm cá nhân tại Play-offs với 31 điểm trong trận đấu với Milwaukee Bucks giúp Chicago Bulls dẫn trước 2-0 ở vòng 1 NBA Play-offs 2015. Vào ngày 25/04, Butler một lần nữa lập kỷ lục ghi điểm cá nhân tại Play-offs với 33 điểm trong trận thua của Bulls với tỷ số 90-92 trước Bucks, khi này Bucks đã rút ngắn tỷ số của series còn 2-3. Chicago Bulls chiến thắng vòng 1 ở trận đấu thứ 6. tiến đến bán kết Miền Đông và để thua 2-4 trước Cleveland Cavaliers. Vào ngày 07/05, Jimmy Butler được NBA vinh danh là cầu thủ tiến bộ nhất mùa giải 2014-15 (NBA Most Improved Player) và là cầu thủ đầu tiên của Bulls giành được danh hiệu này.
Vào ngày 19/07/2015, Jimmy Butler tái ký với Chicago Bulls bằng bản hợp đồng 5 năm trị giá 95 triệu USD. Hợp đồng bao gồm thỏa thuận player option trong năm thứ 5. Ngày 09/12/2015, Butler phá kỷ lục ghi điểm cá nhân với 36 điểm trong trận thua trước Boston Celtics. Anh ấy tiếp tục phá kỷ lục ghi điểm cá nhân với 43 điểm vào ngày 18/12 trong trận thua có 4 hiệp phụ trước Detroit Pistons tỷ số 147-144. Ngày 03/01/2016, Jimmy Butler vượt qua kỷ lục ghi điểm trong 1 nửa trận đấu của Michael Jordan, anh ghi được 40 điểm sau giờ nghỉ giữa trận giúp Bulls vượt qua Raptors với tỷ số 115-113. Hai ngày sau, anh ghi 32 điểm và có trận đấu nhiều kiến tạo nhất mùa giải với 10 kiến tạo giúp Bulls chiến thắng 117-106 trước Bucks. Ngày 14/01, lập kỷ lục ghi điểm cá nhân tiếp theo với 53 điểm trong chiến thắng 115-111 trước 76ers. Butler cũng có 10 rebounds, 6 kiến tạo, hiệu suất ném 50% cùng 21/25 cú ném phạt thành công, giúp Chicago Bulls thoát chuỗi thua 3 trận liên tiếp. Anh ấy cũng là cầu thủ Chicago Bulls đầu tiên ghi hơn 50 điểm 1 trận tính từ năm 2004. Ngày 05/02, Butler bị căng đầu gối trái trong trận đấu với Denver Nuggets phải nghỉ thi đấu 4 tuần. Anh bỏ lỡ kỳ All-Stars thứ 2 trong sự nghiệp của mình vì chấn thương, và chọn Pau Gasol là người thay thế mình. Butler vắng mặt trong 11 trận đấu vì chấn thương gối và bắt đầu trở lại trong trận đấu với Houston Rockets, ghi 24 điểm, 11 rebounds và  6 kiến tạo trong 34 phút thi đấu giúp Bulls chiến thắng 108-100, chấm dứt chuỗi 4 trận toàn thua của đội bóng. Ngày 07/03, Butler tiếp tục nghi thêm 3 trận vì chấn thương tái phát, trước khi trở lại vào ngày 14/03 trong trận đấu với Toronto Raptors. Ngày 02/04, anh ấy có cho mình triple-double đầu tiên trong sự nghiệp của mình với 28 điểm, 12 kiến tạo và kỷ lục cá nhân 17 rebounds trong trận thua 90-94 trước Pistons. Ngày 13/04, Butler có cho mình triple-double thứ 2 với 10 điểm, 12 rebounds và 10 kiến tạo giúp Bulls chiến thắng 76ers trong trận đấu cuối cùng của mùa giải.

#### 2016–2017: Lần đầu tiên lọt vào "đội hình tiêu biểu NBA"
Khởi đầu mùa giải 2016-17, Butler dẫn đầu Chicago Bulls với 24 điểm trong chiến thắng 105-99 trước Boston Celtics. Ngày 09/11, anh ấy ghi được 39 điểm trong trận thua 107-115 trước Atlanta Hawks. Ba ngày sau, Butler có 37 điểm cùng 14 điểm ném phạt, 8 rebounds và 8 kiến tạo (cao nhất mùa giải) giúp Bulls chiến thắng 106-95 trước Washington Wizards. Ngày 20/11, anh có trận đấu ghi điểm cao nhất mùa với 40 điểm trước Los Angeles Lakers. Anh được vinh danh là cầu thủ xuất sắc nhất tuần của Miền Đông giai đoạn từ thứ 2 ngày 14/11 đến chủ nhật 20/11. Ngày 28/12, tái lập kỷ lục ghi điểm mùa giải với 40 điểm cùng 1 cú buzzer-beater giúp Bulls lội ngược dòng trước Brooklyn Nets. Butler  đã ghi 9 điểm trong 6 phút cuối cùng, ném 11/11 điểm ném phạt và có 11 rebounds giúp Bulls lội ngược dòng khi bị dẫn trước 7 điểm trong 3 phút cuối cùng.
Ngày 02/01/2017, Butler ghi 52 điểm trong chiến thắng 118-111 trước Hornets, cách kỷ lục ghi điểm cá nhân đúng 1 điểm. Anh ấy ghi được 20 điểm trong nửa đầu trận đấu và 17 điểm trong 4 phút cuối cùng của trận đấu, cùng 12 rebounds và 6 kiến tạo, ném 21/22 điểm ném phạt. Ngày 07/01, Anh đạt mốc 40 điểm trong lần thứ 3 sau 6 trận đấu, kết thúc trận đấu với 42 điểm, giúp Bulls thắng Raptors với tỷ số 123-118 trong hiệp phụ. Hai ngày sau, anh được vinh danh là cầu thủ xuất sắc nhất tuần của Miền Đông từ thứ 2 ngày 02/01 đến chủ nhật ngày 08/01. Ngày 19/01, góp mặt trong đội hình All-Stars Miền Đông của kỳ NBA All-Stars Games 2017. Sau khi có phát biểu không hài lòng về các cầu thủ trẻ sau trận thua Hawks ngày 25/01, Butler sau đó bị loại khỏi đội hình xuất phát trước Miami Heat ngày 27/01 như một hình phạt, anh kết thúc trận đấu và chỉ ghi được 3 điểm với 1 cú ném thành công. Ngày 25/02, anh có triple-double thứ 3 trong sự nghiệp với 18 điểm, 10 rebounds và 10 kiến tạo trong chiến thắng 109-94 trước Bucks. Ngày 06/04, anh tiếp tục có triple-double thứ 4 với 19 điểm, 10 rebounds và 10 kiến tạo trong chiến thắng 102-90 trước 76ers.

### Minnesota Timberwolves (2017–2018)
Ngày 22/06/2017, Jimmy Butler được Chicago Bulls trao đổi tới Minnesota Timberwolves kèm Justin Patton (lượt chọn thứ 16 kỳ NBA Draft 2017) để lấy về Zach LaVine, Kris Dunn và Lauri Markkanen (lượt chọn thứ 7 kỳ NBA Draft 2017). Butler có trận đấu ra mắt Timberwolves vào ngày 18/10, anh ghi 12 điểm trong trận thua 99-107 trước San Antonio Spurs. Ngày 12/12, Butler ghi được 33 điểm trong đó riêng hiệp 4 anh ghi 20 điểm giúp Timberwolves chiến thắng 112-106 trước Los Angeles Clippers. Ngày 12/12, anh ghi 38 điểm trong trận thua 112-118 trước 76ers. Ngày 18/12, anh ghi 37 điểm trong chiến thắng 108-107 trước Porland Trail Blazers. Ngày 27/12, Butler ghi 12 điểm trong tổng số 14 điểm Minnesota ghi được ở hiệp phụ, lập kỷ lục ghi điểm cá nhân trong mùa giải với 39 điểm trong chiến thắng 128-125 trước Nuggets. Ngày 23/01/2018, Butler có tên trong danh sách NBA All-Stars Miền Tây. Ngày 09/02, anh ấy gặp lại Chicago, ghi 38 điểm trong trận thua 1113-114 trước Bulls. Jimmy Butler quyết định sẽ không thi đấu tại NBA All-Stars vì muốn dồn sức cho giai đoạn sau của mùa giải và cho cơ thể nghỉ ngơi. Tuy nhiên vào ngày 23/02, trận đấu với Houston Rockets là trận đấu đầu tiên sau kỳ nghỉ All-Stars, Butler phải rời sân sau 3 hiệp đầu vì chấn thương đầu gối. Hai ngày sau, anh tiến hành phẫu thuật sụn chêm đầu gối và nghĩ thi đấu vô thời hạn. Butler trở lại thi đấu ngày 06/04 ghi 18 điểm trong chiến thắng 113-96 trước Lakers. Vòng 1 Play-offs 2017-18, Timberwolves gặp lại Rockets, Butler đã có 28 điểm, ném thành công 4 cú 3 điểm trong chiến 121-105 ở trận đấu thứ 3. Timberwolves vẫn bị loại khoải Play-offs sau 5 trận đấu ở vòng 1.

Trước mùa giải 2018-19, Butler đã yêu cầu Timberwolves chuyển anh đến đội bóng mới, tỏ rõ quyết tâm sẽ không tái kỳ hợp đồng với đội bóng. Không có giao dịch nào được diễn ra trước mùa giải, Butler phải thi đấu cho Minnesota trong mùa giải 2018-19. Anh thi đấu thêm 10 trận trong 13 trận đầu tiên của Timberwolves trước khi được trao đổi vào đầu tháng 11.
Ngày 11/10/2018, trong 1 buổi tập của Timberwolves, Jimmy Butler bước vào sân với hừng hựng khí thế. Bên ngoài sân, anh mạnh miệng công kích chủ tịch đội bóng và HLV Tom Thibodeau. Còn trong sân, Butler nhắm thẳng vào Karl-Anthony Towns và Andrew Wiggins, hai cầu thủ mà anh cảm thấy dù nhận lương cao ngất ngưởng nhưng không thể hiện tinh thần chiến đấu vì đội bóng trong suốt mùa giải trước. Đến lúc đấu tập, Jimmy Butler xếp mình chung đội với những cầu thủ yếu hơn nhưng lại oanh tạc và thắng giòn giã trước đội hình bao gồm nhiều cầu thủ trong đội hình chính thức.

### Philadelphia 76ers (2018–2019)

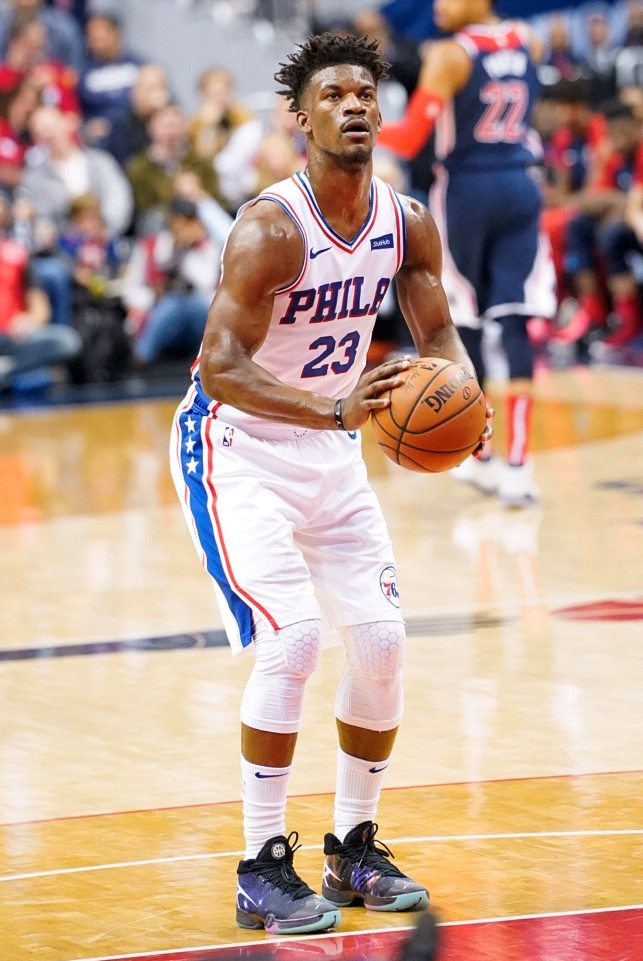
Butler trong màu áo Philadelphia 76ers năm 2019

Ngày 15/11/2018, Butler có trận đấu ra mắt cho 76ers, anh ghi 14 điểm trong trận thua 106-111 trước Orlando Magic. Ngày 25/11, anh ghi 34 điểm, 12 rebounds, trong đó cú ném 3 điểm khi trận đấu chỉ còn 2,3 giây đã giúp 76ers lội ngược dòng 127-125 trước Nets. Ngày 05/12, anh có trận đấu ghi điểm nhiều nhất mùa giải với 38 điểm trong thất bại trước Raptors. Hai ngày sau, anh tiếp tục ghi thêm 38 điểm để đánh bại Pistons. Ngày 29/01, Butler chơi ở vị trí PG, trong vị trí mới anh ghi 20 điểm và 6 kiến tạo giúp 76ers đánh bại Lakers.
Trong trận đấu đầu tiên tại vòng 1 NBA Play-offs 2019, 76ers gặp lại Nets, Butler ghi 36 điểm (trận đấu play-offs Butler đạt điểm cao nhất) dù 76ers để thua 102-111. Trong trận đấu thứ 2 tại vòng 2, Butler ghi 30 điểm giúp 76ers cân bằng tỷ số vòng 2 là 1-1 với Raptors. Trong trận đấu thứ 6 vòng 2, Butler ghi 25 điểm giúp 76ers thắng Raptors, kéo series đến trận đấu thứ 7. Tại trận đấu thứ 7, Butler đã thi đấu nỗ lực ghi 2 điểm khi trận đấu còn 4,2 giây, cân bằng tỷ số 90-đều trước khi Kawhi Leonard có cú game-winning buzzer beater định mệnh.

### Miami Heat (2019–đến nay)

##### 2019–2021: Trận chung kết NBA đầu tiên và danh hiệu "vua cướp bóng"

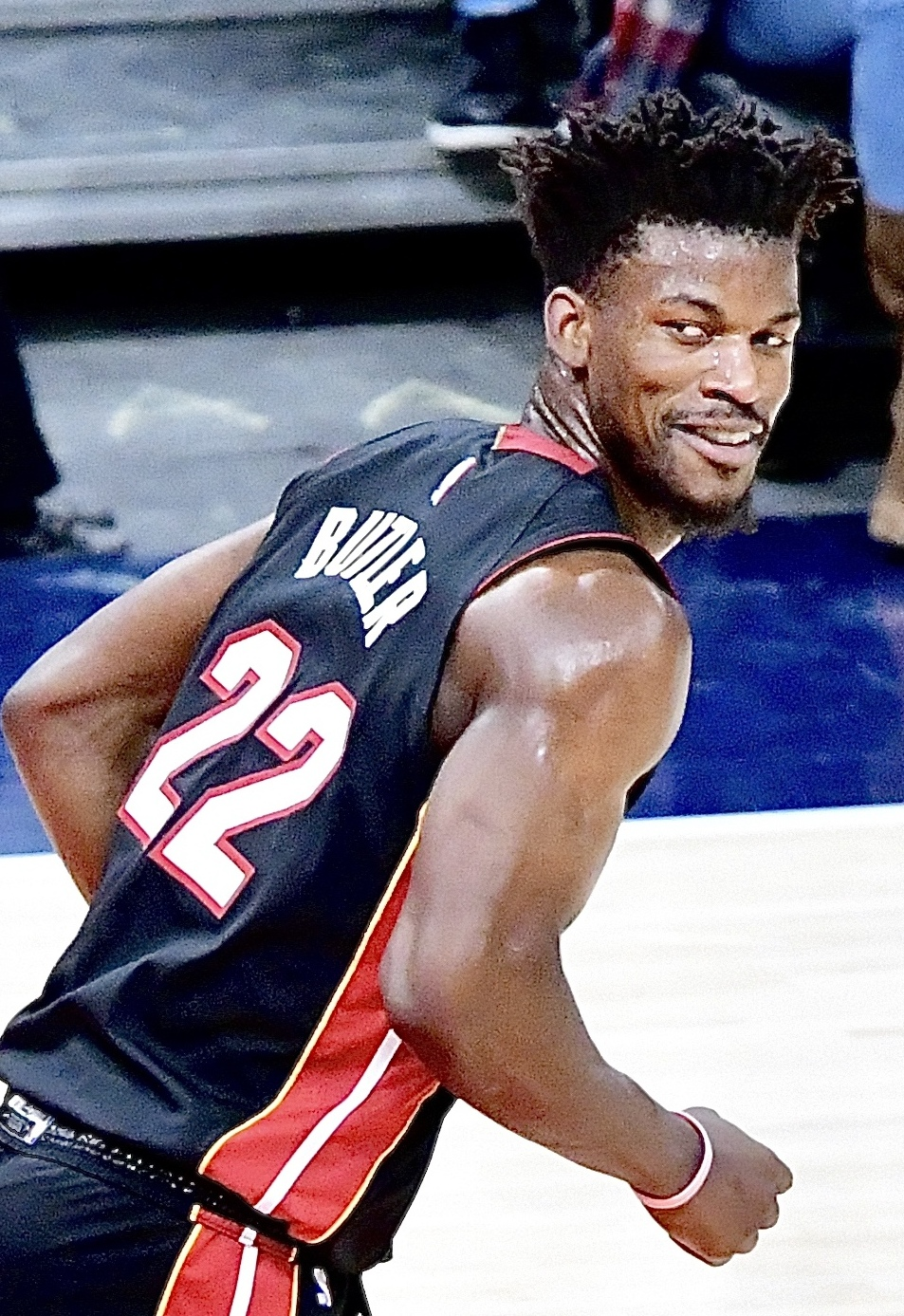
Butler trong màu áo Miami Heat

Ngày 06/06/2019, Jimmy Butler gia nhập Miami Heat sau một thương vụ trao đổi (sign and trade) giữa 4 đội bóng. Ngày 09/12, anh được vinh danh là cầu thủ xuất sắc nhất tuần của Miền Đông với trung bình 27,5 điểm, 9 rebounds và 8,5 kiến tạo. Ngày 30/01/2020, Butler lần thứ 5 góp mặt trong danh sách cầu thủ tham dự All-Star Game. Ngày 31/08, trong trận đấu đầu tiên tại bán kết play-off Miền Đông, Butler có trận đấu ghi điểm kỷ lục cá nhân trong các lần góp mặt tại play-off với 40 điểm giúp Heat đánh bại hạt giống số 1 Miền Đông Milwaukee Bucks với tỷ số 115-104. Jimmy Butler trở thành đầu tàu của Miami Heat, đánh bại Milwaukee Bucks sau 5 trận, trước khi vượt qua Boston Celtics sau 6 trận đấu tại chung kết Miền Đông. Jimmy Butler có lần đầu tiên góp mặt tại trận chung kết NBA (NBA Finals).
Trong trận đấu thứ 3 loạt trận chung kết NBA 2020, Butler kết thúc trận đấu với 40 điểm, 11 rebounds và 13 kiến tạo, qua đó trở thành cầu thủ thứ 3 trong lịch sử chung kết NBA đạt triple-double với 40+ điểm, sau LeBron James (Cleveland Cavaliers) năm 2015 và Jerry West (Los Angeles Lakers) năm 1969. Butler cũng là cầu thủ đầu tiên ghi nhiều điểm, rebounds và kiến tạo hơn LeBron James khi đối đầu với anh ấy trong 1 trận đấu thuộc chung kết NBA (LeBron James có 25 điểm, 10 rebounds và 8 kiến tạo). Trong trận đấu thứ 5, Butler ghi 35 điểm, 12 rebounds, 11 kiến tạo và có 5 lần cướp bóng để trở thành người đầu tiên có trung bình 35+ điểm, 10+ rebounds, 10+ kiến tạo và 5+ lần cướp bóng trong chung kết NBA. Anh ấy cũng là cầu thủ thứ 2 trong lịch sử sở hữu bộ chị số trên sau Gary Payton năm 2000 khi thì đấu tại NBA play-off. Butler là cầu thủ thứ 2 trong lịch sử chung kết NBA sở hữu bộ chỉ số trung bình đạt triple-double với 30 điểm, sau LeBron James 2015, là cầu thủ thứ 6 sở hữu bộ chị số trung bình tại Final đạt triple-double sau LeBron James, Magic Johnson, Lary Bird, Wilt Chamberlain vả Draymond Green. Miami Heat trở thành Á Quân NBA 2020 sau thất bại trước Los Angeles Lakers trong 6 trận đấu. Butler là  cầu thủ thứ 2 trong lịch sử chung kết NBA dẫn đầu các chỉ số ghi điểm, rebounds, kiến tạo, cướp bóng và blocks, sau LeBron James 2016. Butler kết thúc loạt trận chung kết NBA với trung bình 26,2 điểm, 8,2 rebounds, 9,8 kiến tạo, 2,2 lần cướp bóng và 0,8 blocks.
Từ ngày 11/02/2021 đến 18/02/2021, Jimmy Butler trở thành cầu thủ đầu tiên trong lịch sử Miami Heat có 3 triple-double liến tiếp. Anh cùng Bam Adebayo (16 điểm, 12 rebounds, 10 kiến tạo) trở thành cặp đôi đầu tiên trong lịch sử NBA có triple-double trong cùng một trận đấu. Butler kết thúc mùa giải regular với danh hiệu "vua cướp bóng" (Steals Leader) với trung bình 2.2 lần cướp bóng. Tại NBA Play-off 2021, Miami Heat bị Milwaukee Bucks càn quét 4-0, Bucks sau đó trở thành nhà vô địch NBA mùa giải 2020-21. Ở trận đấu thứ 4, Butler có cho mình triple-double thứ 3 trong play-off.

##### 2021–đến nay: Chung kết miền Đông và chung kết NBA lần thứ 2
Ngày 07/08/2021, Butler đặt bút ký bản hớp đồng 4 năm trị giá 184 triệu USD với Miami Heat. Ngày 28/11, anh đạt kỷ lục kiến tạo cá nhân với 15 kiến tạo 1 trận trước Washington Wizards. Ngày 23/01/2022, Butler vượt qua LeBron James để dẫn đầu danh sách cầu thủ đạt triple-double trong lịch sử Miami Heat. Ngày 03/02, Butler có lần thứ 6 góp mặt trong kỳ NBA All-Star 2022. Ngày 07/04, Butler cùng Miami giành vị trí hạt giống số 1 Miền Đông sau khi kết thúc mùa giải regular. Tại NBA Play-off 2022, họ lần lượt đánh bại Atalanta Hawks (4-1) ở vòng 1, Philadelphia 76ers (4-2) ở bán kết miền và chỉ chịu thua Boston Celtics (3-4) sau 7 trận đấu thuộc loạt trận chung kết Miền Đông.
Ngày 10/11/2022 (NBA 2022-23), Butler ghi 35 điểm, 10 rebounds và 8 kiến tạo trong chiến thắng có hiệp phụ 117-112 trước Charlotte Hornets, Butler ghi 8 điểm liên tiếp cuối trận giúp Heat san bằng tỷ số kéo trận đấu vào hiệp phụ. Ngày 2/12, Jimmy trở lại đội hình chính trong trận đấu với Boston Celtics sau khi bỏ lỡ 7 trấn đấu vì bị đau đầu gối phải, ghi 25 điểm và có 15 rebounds (cao nhất mùa) giúp Heat đánh bại Celtics 120-116. Ngày 10/01/2023, Butler ghi 35 điểm, 7 rebounds, 4 kiến tạo, 4 lần cướp bóng và 3 blocks trong chiến thắng 112-111 trước Oklahoma City Thunder. Butler vươn lên vị trí số 2 trong lịch sử NBA với tỷ lệ 100% thành công khi ném phạt có số cú ném nhiều nhất NBA 23/23 (vượt qua Dominique Wilkins), Miami Heat cũng lập kỷ lục NBA khi ném thành công tất cả 40 quả ném phạt của họ trong trận đấu, cú ném cuối cùng thuộc về Jimmy Butler khi trận đấu còn 12,9 giây. Ngày 10/02, Butler có cú game-winning bằng alley-oop úp rổ mang về chiến thắng 97-95 trước Houston Rockets. Ngày 11/03, Jimmy có trận đấu ghi điểm cao nhất mùa với 38 điểm, anh ghi 15 điểm trong 6 phút cuối cùng của trận đấu giúp Heat san bằng khoảng cách 15 điểm để đưa trận đấu vào hiệp phụ, Heat vẫn để thua Orlando Magic (126-114). Ngày 01/04, Butler có trận đấu kiến tạo nhiều nhất mùa với 12 kiến tạo và 35 điểm, ném 12/16 giúp Heat thắng Dallas Mavericks với tỷ số 129-122.
Ngày 14/04, Jimmy Butler ghi 31 điểm trong trận đấu play-in thứ 2 để giúp Heat đánh bại Chicago Bulls tỷ số 102-91 và tiến vào Play-off 2023 với vị trí thứ 8, anh và Max Struns trở thành cặp đôi thứ 3 lịch sử Heat đều ghi được 30+ điểm trong 1 trận đấu play-in hoặc play-off. Trong trận đấu đâu tiên vòng 1 play-off, Heat gặp hạt giống số 1 Miền Đông Milwaukee Bucks, Butler ghi 35 điểm, 5 rebounds, 11 kiến tạo và 3 lần cướp bóng giúp Heat chiến thắng với tỷ số 130-107, dẫn trước 1-0 vòng 1. Anh chiếm vị trí thứ 2 trong danh sách những cầu thủ Heat có số trận đấu play-off ghi 35+ điểm (10 trận), vượt qua LeBron James (9 trận) và xếp sau Dwyane Wade (14 trận). Ở trận đấu thứ 4 vòng 1, Butler lập kỷ lục ghi điểm cá nhân với 56 điểm, ném thành công 19/28, ném phạt thành công 15/18, trong lịch sử đội bóng, Butler cũng là cầu thủ đầu tiên ghi 22 điểm ngày trong hiệp 1, qua đó giúp Heat chiến thắng với tỷ số 119-114. Anh cũng là cầu thủ Miami Heat ghi nhiều điểm nhất trong 1 trận đấu play-off với 56 điểm, vượt qua kỷ lục cũ của LeBron James với 49 điểm. Đến trận đấu thứ 5 vòng 1, Butler tiếp tục ghi thêm 42 điểm, 8 rebounds và 4 kiến tạo và 2 lần cướp bóng giúp Heat vượt qua Milwaukee Bucks (4-1) và tiến vào vòng 2 play-off. Butler cũng là cầu thủ đầu tiên trong lịch sử Miami Heat có 2 trận đấu liên tiếp ghi trên 40+ điểm tại play-off và là trận đấu play-off thứ 8 anh ghi trên 40+ điểm trong màu áo Miami Heat, vượt qua kỷ lục cũ của Dwyane Wade (7 trận). Trong trận đấu thứ 4 và 5, Butler đã ghi tổng cộng 98 điểm, là cầu thủ thứ 5 trong lịch sử NBA Play-off ghi được nhiều nhất trong 2 trận đấu liên tiếp. Anh kết thúc vòng 1 play-off 2023 với trung bình 37,6 điểm, 6 rebounds, 4,8 kiến tạo và 1,8 lần cướp bóng. Ở trận đấu thứ nhất thuộc chung kết Miền Đông, Butler ghi 35 điểm, 5 rebounds, 6 kiến tạo và 6 lần cướp bóng (kỷ lục cá nhân tại play-off) để giúp Heat thắng Celtics với tỷ số 123-116. Heat đánh bại Celtics sau 7 trận đấu để tiến vào trận chung kết NBA. Cũng tại trận đấu thứ 7 thuộc chung kết Miền Đông, Butler ghi được 28 điểm, 7 rebounds, 6 kiến tạo và 3 lần cướp bóng để giúp Heat thắng 103-84. Butler cũng là MVP của chung kết Miền Đông với trung bình 24,7 điểm, 7,6 rebounds, 6,1 kiến tạo và 2,6 lần cướp bóng. Ở trận đấu thứ 2 thuộc chung kết NBA (NBA Final 2023), Butler ghi được 21 điểm, 9 kiến tạo và giúp Heat thắng Nuggest (111-108). Anh ấy cùng LeBron James và Dwyane Wade là những cầu thủ duy nhất trong lịch sử Miami Heat ghi được 500 điểm, 100 rebounds và 100 kiến tạo trong 1 mùa giải.

### Golden State Warriors
Ngày 6 tháng 2 năm 2025, Jimmy Butler được trao đổi sang Warriors với thương vụ trao đổi 5 đội. Anh đóng vai trò quan trọng trong đội hình của Warriors, giúp Warriors có được hàng phòng ngự hàng đầu, cũng như khả năng tấn công rổ và thành tích tốt giúp Warriors lọt vào playoff sau khi đánh bại Memphis Grizzlies.

## Thông số cá nhân
| GP  | Số trận thi đấu      | GS  | Số trận đấu xuất phát chính | MPG  | Thời gian thi đấu trung bình |
| FG% | Tỷ lệ ném thành công | 3P% | Tỷ lệ ném 3 điểm thành công | FT%  | Tỷ lệ ném phạt thành công    |
| RPG | Rebounds trung bình  | APG | Kiến tạo trung bình         | SPG  | Cướp bóng trung bình         |
| BPG | Blocks trung bình    | PPG | Điểm trung bình             | Bold | Kỷ lục cá nhân               |
| *   | Dẫn đầu giải đấu     |     |                             |      |                              |

### NBA

#### Mùa giải Regular
| Mùa      | Đội bóng     | GP  | GS  | MPG   | FG%  | 3P%  | FT%  | RPG | APG | SPG  | BPG | PPG  |
| -------- | ------------ | --- | --- | ----- | ---- | ---- | ---- | --- | --- | ---- | --- | ---- |
| 2011–12  | Chicago      | 42  | 0   | 8.5   | .405 | .182 | .768 | 1.3 | .3  | .3   | .1  | 2.6  |
| 2012–13  | Chicago      | 82* | 20  | 26.0  | .467 | .381 | .803 | 4.0 | 1.4 | 1.0  | .4  | 8.6  |
| 2013–14  | Chicago      | 67  | 67  | 38.7  | .397 | .283 | .769 | 4.9 | 2.6 | 1.9  | .5  | 13.1 |
| 2014–15  | Chicago      | 65  | 65  | 38.7* | .462 | .378 | .834 | 5.8 | 3.3 | 1.8  | .6  | 20.0 |
| 2015–16  | Chicago      | 67  | 67  | 36.9  | .454 | .312 | .832 | 5.3 | 4.8 | 1.6  | .6  | 20.9 |
| 2016–17  | Chicago      | 76  | 75  | 37.0  | .455 | .367 | .865 | 6.2 | 5.5 | 1.9  | .4  | 23.9 |
| 2017–18  | Minnesota    | 59  | 59  | 36.7  | .474 | .350 | .854 | 5.3 | 4.9 | 2.0  | .4  | 22.2 |
| 2018–19  | Minnesota    | 10  | 10  | 36.1  | .471 | .378 | .787 | 5.2 | 4.3 | 2.4  | 1.0 | 21.3 |
| 2018–19  | Philadelphia | 55  | 55  | 33.2  | .461 | .338 | .868 | 5.3 | 4.0 | 1.8  | .5  | 18.2 |
| 2019–20  | Miami        | 58  | 58  | 33.8  | .455 | .244 | .834 | 6.7 | 6.0 | 1.8  | .6  | 19.9 |
| 2020–21  | Miami        | 52  | 52  | 33.6  | .497 | .245 | .863 | 6.9 | 7.1 | 2.1* | .3  | 21.5 |
| 2021–22  | Miami        | 57  | 57  | 33.9  | .480 | .233 | .870 | 5.9 | 5.5 | 1.6  | .5  | 21.4 |
| 2022–23  | Miami        | 64  | 64  | 33.4  | .539 | .350 | .850 | 5.9 | 5.3 | 1.8  | .3  | 22.9 |
| Tổng     | Tổng         | 754 | 649 | 33.2  | .467 | .323 | .842 | 5.3 | 4.2 | 1.6  | .5  | 18.2 |
| All-Star | All-Star     | 6   | 1   | 12.8  | .750 | .000 | —    | 1.8 | 1.5 | 1.8  | .0  | 4.5  |

#### Play-in
| Mùa  | Đội bóng | GP | GS | MPG  | FG%  | 3P%  | FT%  | RPG | APG | SPG | BPG | PPG  |
| ---- | -------- | -- | -- | ---- | ---- | ---- | ---- | --- | --- | --- | --- | ---- |
| 2023 | Miami    | 2  | 2  | 40.7 | .395 | .000 | .857 | 4.5 | 6.0 | 2.0 | .5  | 26.0 |
| Tổng | Tổng     | 2  | 2  | 40.7 | .395 | .000 | .857 | 4.5 | 6.0 | 2.0 | .5  | 26.0 |

#### Playoffs
| Mùa  | Đội bóng     | GP  | GS  | MPG  | FG%  | 3P%  | FT%  | RPG | APG | SPG | BPG | PPG  |
| ---- | ------------ | --- | --- | ---- | ---- | ---- | ---- | --- | --- | --- | --- | ---- |
| 2012 | Chicago      | 3   | 0   | 1.3  | —    | —    | —    | .0  | .0  | .0  | .0  | .0   |
| 2013 | Chicago      | 12  | 12  | 40.8 | .435 | .405 | .818 | 5.2 | 2.7 | 1.3 | .5  | 13.3 |
| 2014 | Chicago      | 5   | 5   | 43.6 | .386 | .300 | .783 | 5.2 | 2.2 | 1.4 | .0  | 13.6 |
| 2015 | Chicago      | 12  | 12  | 42.2 | .441 | .389 | .819 | 5.6 | 3.2 | 2.4 | .8  | 22.9 |
| 2017 | Chicago      | 6   | 6   | 39.8 | .426 | .261 | .809 | 7.3 | 4.3 | 1.7 | .8  | 22.7 |
| 2018 | Minnesota    | 5   | 5   | 34.0 | .444 | .471 | .833 | 6.0 | 4.0 | .8  | .2  | 15.8 |
| 2019 | Philadelphia | 12  | 12  | 35.1 | .451 | .267 | .875 | 6.1 | 5.2 | 1.4 | .6  | 19.4 |
| 2020 | Miami        | 21  | 21  | 38.4 | .488 | .349 | .859 | 6.5 | 6.0 | 2.0 | .7  | 22.2 |
| 2021 | Miami        | 4   | 4   | 38.5 | .297 | .267 | .727 | 7.5 | 7.0 | 1.3 | .3  | 14.5 |
| 2022 | Miami        | 17  | 17  | 37.0 | .506 | .338 | .841 | 7.4 | 4.6 | 2.1 | .6  | 27.4 |
| 2023 | Miami        | 22  | 22  | 39.7 | .468 | .359 | .806 | 6.5 | 5.9 | 1.8 | .6  | 26.9 |
| Tổng | Tổng         | 119 | 116 | 37.9 | .460 | .347 | .830 | 6.2 | 4.6 | 1.7 | .6  | 21.3 |

### Đại học
| Mùa     | Đội bóng  | GP  | GS | MPG  | FG%  | 3P%  | FT%  | RPG | APG | SPG | BPG | PPG  |
| ------- | --------- | --- | -- | ---- | ---- | ---- | ---- | --- | --- | --- | --- | ---- |
| 2008–09 | Marquette | 35  | 0  | 19.6 | .514 | .000 | .768 | 3.9 | .7  | .5  | .5  | 5.6  |
| 2009–10 | Marquette | 34  | 34 | 34.3 | .530 | .500 | .766 | 6.4 | 2.0 | 1.3 | .6  | 14.7 |
| 2010–11 | Marquette | 37  | 35 | 34.6 | .490 | .345 | .783 | 6.1 | 2.3 | 1.4 | .4  | 15.7 |
| Tổng    | Tổng      | 106 | 69 | 29.6 | .508 | .383 | .773 | 5.5 | 1.7 | 1.1 | .5  | 12.0 |